# Para sucha
Para sucha – para, która osiągnęła temperaturę nasycenia {\displaystyle T_{s}(t_{s})} jest parą suchą nasyconą. Przy utrzymującym się ogrzewaniu para osiąga temperaturę wyższą od temperatury nasycenia przy tym samym ciśnieniu i staje się parą przegrzaną. Zarówno para sucha nasycona, jak i przegrzana nie zawiera cząsteczek cieczy, co jest charakterystyczne dla pary mokrej.
Parametry:
- temperatura
- ciśnienie